# Nello Ugolini
Nello Ugolini (Vignola, 9 agosto 1905 – Modena, 21 febbraio 2000) è stato un dirigente sportivo italiano, che ha lavorato come tale in molte scuderie automobilistiche tra cui l'Alfa Romeo, la Ferrari (1934-1939, 1952-1955) e la Maserati.

## Biografia

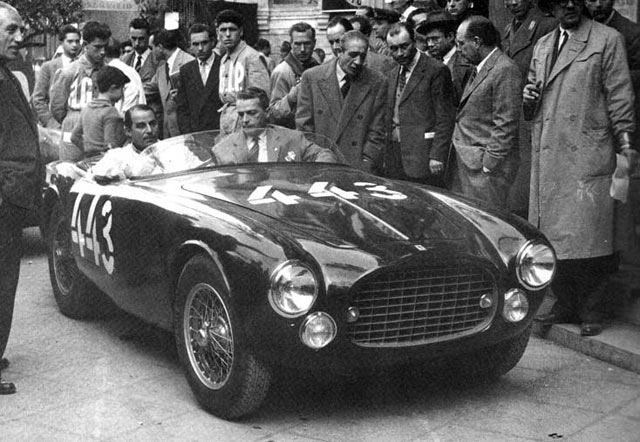
Ugolini in auto a destra

Chiamato Maestro e definito come il "prototipo del dirigente sportivo moderno", iniziò la carriera dirigenziale in Alfa Romeo nel 1934 nell'allora scuderia Ferrari. Grazie alla sua organizzazione della squadra e alle sue tattiche di gara, concorse ai successo dell'Alfa Romeo contro le rivali tedesche dell'epoca. Nel 1938 lasciò l'automobilismo per passare al calcio diventando dirigente del Modena.
Nel 1952 fece ritornò in Ferrari dirigendo la squadra in Formula 1, ma nel 1956 passò alla Maserati, dove portò Stirling Moss. Dopo il ritiro della Maserati, tornò al calcio lavorando per il Bologna e il Torino. 
Successivamente negli anni '60 tornò nel motorismo sportivo dirigendo la Scuderia Serenissima, ottenendo una vittoria alla Targa Florio, e poi passando alla Scuderia Filipinetti, vincendo anche qui la Targa Florio nel 1966.
Morì nel 2000.